# 2796 Kron
2796 Kron (1980 EC) là một tiểu hành tinh vành đai chính được phát hiện ngày 13 tháng 3 năm 1980 bởi E. Bowell ở Flagstaff (AM).